# Nunuma
Nunuma är en ort i Mexiko.   Den ligger i kommunen Santo Tomás Ocotepec och delstaten Oaxaca, i den sydöstra delen av landet, 300 km sydost om huvudstaden Mexico City. Nunuma ligger 2 617 meter över havet och antalet invånare är 362.
Terrängen runt Nunuma är bergig åt sydväst, men åt nordost är den kuperad. Runt Nunuma är det ganska tätbefolkat, med 75 invånare per kvadratkilometer. Närmaste större samhälle är Putla Villa de Guerrero, 16,9 km väster om Nunuma. I omgivningarna runt Nunuma växer i huvudsak blandskog.